# Tamaulipas
Tamaulipas é um dos 31 Estados do México, localizado no nordeste do país. Limita-se com os Estados mexicanos de Veracruz ao sul, San Luis Potosí a sudoeste, a oeste com Nuevo León e a norte com o estado norte-americano do Texas.
Está dividido em 43 municípios e a sua capital é Ciudad Victoria. Outras cidades importantes no estado são Reynosa, Matamoros, Nuevo Laredo, Tampico, e Mante.